# Strandibalonius
Strandibalonius – rodzaj kosarzy z podrzędu Laniatores i rodziny Podoctidae.

## Występowanie
Przedstawiciele rodzaju rozprzestrzenieni są od Borneo przez Nową Gwineę po Australię.

## Systematyka
Opisano dotąd 16 gatunków z tego rodzaju:
- Strandibalonius abnormis (Strand, 1911)
- Strandibalonius biantipalpis (Roewer, 1915)
- Strandibalonius cervicornis (Strand, 1911)
- Strandibalonius eskaii (Suzuki, 1941)
- Strandibalonius femoralis (Roewer, 1949)
- Strandibalonius gracilipes (Roewer, 1915)
- Strandibalonius longipalpis (Roewer, 1915)
- Strandibalonius obscurus (Roewer, 1915)
- Strandibalonius oppositus (Roewer, 1927)
- Strandibalonius scaber (Roewer, 1915)
- Strandibalonius spinatus (Roewer, 1949)
- Strandibalonius spinulatus (Roewer, 1915)
- Strandibalonius strucki (Goodnight et Goodnight, 1947)
- Strandibalonius tenuis (Roewer, 1949)
- Strandibalonius triceratops (Kury & Machado, 2018)
- Strandibalonius yalomensis (Suzuki, 1982)